# Георги Саферов
Георги (Гюрето) Иванов Ергин, известен като Саферов или Сеферов и Добринищалията, е български учител е революционер, деец на Вътрешната македоно-одринска революционна организация.

## Биография
Вешков е роден през 1853 година в разложкото село Добринища, тогава в Османската империя, днес в България. Става учител. Подгонен от османските власти се присъединява към Светиврачката чета. Участва в Кресненско-Разложкото въстание и е ръководител на Добринишкия революционен район. След потушаването на въстанието се укрива в Банско, Батак, Пазарджик. По-късно се установява в село Рила, България, където поддържа канал за оръжие. След присъединяването на Разлога към България след Балканските войни се връща в Добринища, където умира в 1913 година.